# 寺島拓篤のふんふんふふ〜ん♪ふふふんふ〜ん♪♪
寺島拓篤のふんふんふふ〜ん♪ふふふんふ〜ん♪♪（てらしまたくまのふんふんふふ〜んふふふんふ〜ん）は2006年（平成18年）から2009年（平成21年）4月にかけてインターネットラジオ放送局『BBstation』の『あっとボイスTV』枠で放送されていたインターネット動画番組。出演者は声優の寺島拓篤。偶数月の金曜日 24:00 - 25:00 まで放送していた。

## 放送時間
- BBstation 偶数月の金曜日24:00 - 25:00

### スタッフ
- 出演者：寺島拓篤（声優）
- ディレクター：
- 構成作家：

ほか